# Svøo
Svøo är en tätort i Hemsedals kommun i  Buskerud fylke i Norge. Orten ligger vid riksväg 52, cirka tio kilometer sydöst om kommunens centralort Hemsedal.